# Cleistocactus tominensis
Cleistocactus tominensis là một loài thực vật có hoa trong họ Cactaceae. Loài này được (Weing.) Backeb. mô tả khoa học đầu tiên năm 1935.